# 張瀾誕生地
張瀾誕生地位於四川省南充市西充縣，文物遺址年代判定為清代。2007年6月1日公佈為四川省第七批文物保護單位。